# Cardiff RFC
Der Cardiff Rugby Football Club ist ein Rugby-Union-Verein, der in der Welsh Premier Division spielt. Die Heimspiele werden im Cardiff Arms Park ausgetragen.

## Geschichte
Der Cardiff RFC wurde 1876 gegründet und trug sein erstes Spiel gegen Newport am 2. Dezember des Jahres aus. Das erste Heimspiel bestritt er im Sophia Gardens. Bald darauf zog der Verein jedoch in den Cardiff Arms Park. Den ersten nationalen Titel gewann er 1881 mit dem South Wales Challenge Cup durch einen Sieg über Llanelli. Dieser Pokalwettbewerb wurde kurz darauf aufgrund von Zuschauermangel wieder abgeschafft. Ein bemerkenswertes Ergebnis war der 17:0-Sieg über die südafrikanische Nationalmannschaft während deren Europatour 1906/07.
Neben den sieben Pokalerfolgen und einer Meisterschaft gehört der Einzug ins Finale des Heineken Cup 1996, der ersten Austragung des wichtigsten europäischen Wettbewerbs, zu den größten Erfolgen des Clubs. Zudem gewann der Verein den Titel in der Welsh-Scottish League 2000. Cardiff hat in seiner Geschichte die meisten Spieler aller Clubs für die walisische Nationalmannschaft und die British and Irish Lions gestellt.
1953 gelang es dem Cardiff RFC, die All Blacks mit 8:3 zu schlagen. Von der damaligen Mannschaft feierten die sieben Überlebenden zum 50-jährigen Jubiläum dieses historische Ereignis. Dazu kommen Erfolge gegen Südafrika (1907) und Australien (sechs Siege zwischen 1908 und 1984). Der höchste Sieg in der Geschichte des Vereins war der 116:0-Erfolg gegen Dunvant am 25. März 2000. Die meisten Versuche legte Steve Ford mit 187.
Ab der Saison 2009/10 wird der Verein am British and Irish Cup, einem Wettbewerb für zweitklassige Vereine, teilnehmen.

## Erfolge
- Heineken Cup: Finalist 1996
- Welsh Premier Division: 1995, 2000, 2009
- walisischer Pokalsieger: 1981, 1982, 1984, 1986, 1987, 1994, 1997

## Bekannte ehemalige Spieler
| - Percy Bush (Wales) - Chris Czekaj (Wales) - Gerald Davies (Wales) - Gareth Edwards (Wales) - Rhys Gabe (Wales) - Leigh Halfpenny (Wales) | - Terry Holmes (Wales) - Rob Howley (Wales) - Barry John (Wales) - Jack Matthews (Wales) - Cliff Morgan (Wales) - Gwyn Nicholls (Wales) | - Tim Payne (England) - Jamie Roberts (Wales) - Nicky Robinson (Wales) - John Scott (England) - Robin Sowden-Taylor (Wales) - Gareth Thomas (Wales) | - Bleddyn Williams (Wales) - Martyn Williams (Wales) - Wilfred Wooller (Wales) - John Yapp (Wales) - Dai Young (Wales) |